# 五一水库 (五大连池)
五一水库是中国黑龙江省黑河市五大连池市境内的一座水库，位于诺莫尔河支流温查尔河上，建于1965年。水库正常库容为400万立方米，集雨面积为84平方千米，海拔为279.4米。